# Georg-Büchner-Gymnasium (Bad Vilbel)
Das Georg-Büchner-Gymnasium (ehem. Georg-Büchner-Kreisgymnasium) ist ein Gymnasium der Stadt Bad Vilbel. Die Schule ist nach dem hessischen Naturforscher, Schriftsteller und Revolutionär Georg Büchner benannt. Es wurde 1968 gegründet und feierte 2018 sein 50-jähriges Bestehen.
Insgesamt werden ca. 1300 Schüler von 112 Lehrkräften unterrichtet.
Die erste Fremdsprache ist Englisch. Ab der sechsten Klasse (G9) kommt als zweite Fremdsprache Französisch oder Latein hinzu, in der neunten Klasse werden als Wahlpflichtfächer Latein und Spanisch sowie Informatik, und weitere AGs angeboten. Ferner wird in der achten Klasse eine Skisportfreizeit durchgeführt.

## Schulsportclub
Der SSC Bad Vilbel ist der Schulsportclub des Georg-Büchner-Gymnasiums und wurde 1991 von den damaligen Lehrern Axel Süßkoch und Karl-Peter Troitzsch gegründet. Im Zuge des von der Hessischen Landesregierung erstellten Programms Schule und Verein arbeitet der SSC mit allen Bad Vilbeler Grundschulen zusammen. Außerdem ist er E-Kader-Stützpunkt des Hessischen Volleyballverbandes für den weiblichen Nachwuchs und daher einer der größten Jugendsportvereine Hessens. Die aus dem SSC hervorgegangene Zirkusgruppe Krawumm tritt inzwischen auch in anderen Städten und Landkreisen auf. Dem SSC war bis 2017 eine Abteilung angeschlossen, in der die koreanische Kampfkunst Hapkido vermittelt wurde.

## Persönlichkeiten

### Ehemalige Schüler
- Nina Stahr (* 1982), Politikerin (Bündnis 90/Die Grünen)